# Translucidus
Le translucidus (latin pour translucide) est une variété de plusieurs genres de nuages en bancs, en nappes ou en couches dont la faible épaisseur les rend suffisamment translucides pour laisser apparaître la position du Soleil ou de la Lune,.
Ce terme s'applique aux altocumulus, aux altostratus, aux stratocumulus et aux stratus. Les variétés translucidus et opacus s'excluent mutuellement puisque la seconde signifie que la couche est opaque.

## Description
Les différents genres qui comportent une variété translucidus sont :
- Stratus translucidus[3] (St tr) ;
- Stratocumulus translucidus[4] (Sc tr) ;
- Altostratus translucidus[5] (As tr) ;
- Altocumulus translucidus[6] (Ac tr).

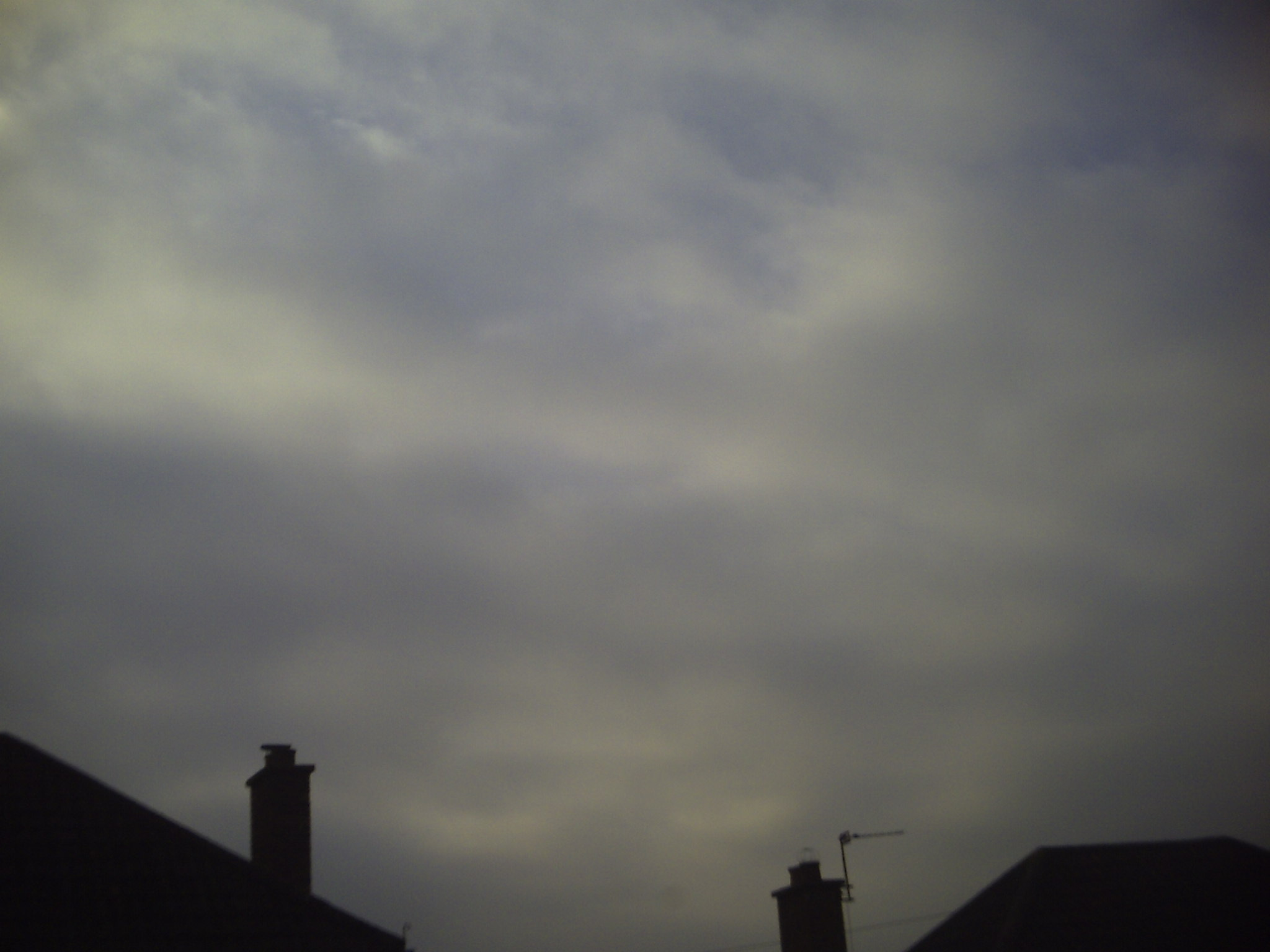
Stratocumulus translucidus : Ces nuages peuvent même permettre de discerner faiblement le bleu du ciel à la jonction de leurs éléments constitutifs.
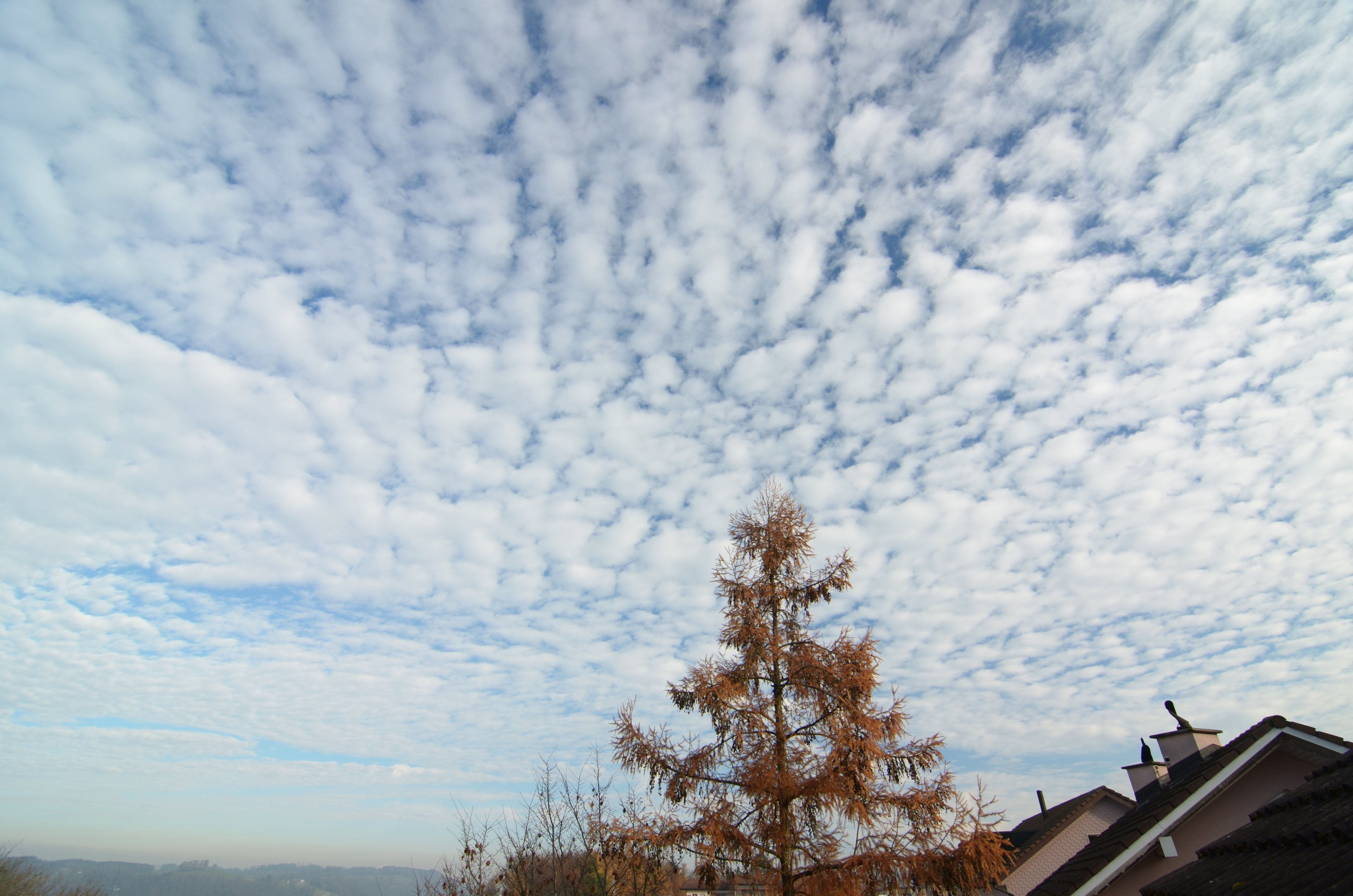
Altocumulus translucidus : cette variété se présente souvent dans les espèces stratiformis et lenticularis.
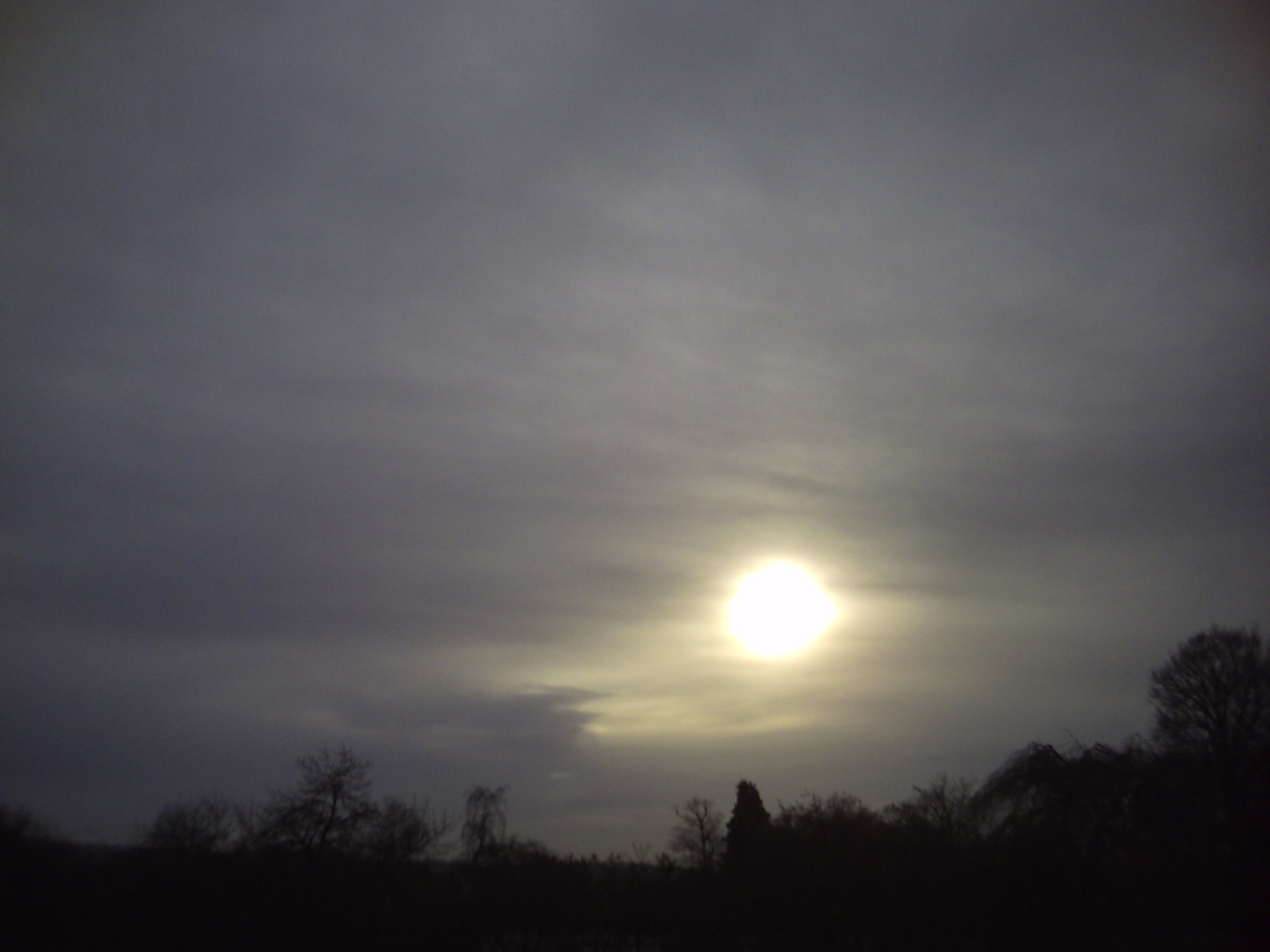
Altostratus translucidus